# Cuspidaria schreberi
Cuspidaria schreberi là một loài rêu trong họ Entodontaceae. Loài này được Willd. ex Brid. Müll. Hal. mô tả khoa học đầu tiên năm 1897.